# Gračič
Gračič – wieś w Słowenii, w gminie Zreče. 1 stycznia 2018 liczyła 66 mieszkańców.